# Emblyna suprenans
Emblyna suprenans är en spindelart som först beskrevs av Chamberlin och Ivie 1935.  Emblyna suprenans ingår i släktet Emblyna och familjen kardarspindlar. Inga underarter finns listade i Catalogue of Life.